# 高見省次
高見 省次（たかみ しょうじ、1960年（昭和35年）4月28日 - ）は、日本の政治家。元奈良県宇陀市長（1期）、元宇陀市議会議員（1期）。

## 来歴
福岡県出身。灘高等学校、東京大学法学部卒業。富士通や国際協力推進協会などに勤務。1994年から1996年まで新党さきがけ政策調査会に勤務し、NPO法（特定非営利活動促進法）の立法に関与した。
2010年、宇陀市議会議員に初当選。
2014年4月27日に行われた宇陀市長選挙に立候補するも落選。
2018年4月22日に行われた市長選に再挑戦。元市議の西浦正哲、元市議の勝井太郎らを破り初当選を果たした。4月27日、市長就任。
当選後、榛原駅近くで計画されていた宿泊施設誘致と隣接地での公園整備事業について、総事業費が30億円を超える可能性があるとして誘致断念と公園整備事業の縮小を表明。事業推進派の議員が主導して住民投票を行った結果、宿泊施設誘致反対が賛成を上回った。
その後も保養施設の指定管理者を専決処分で決めたことなどを巡り議会と対立し、2019年9月27日、宇陀市議会は、高見が3月と6月の定例会一般質問で事実と異なる答弁を繰り返したとして辞職勧告決議案を賛成多数で可決した。高見は取材に「市長を辞めるつもりはない」と答えた。
2020年3月24日、市議会は、高見に対する不信任決議案を賛成多数で可決した。
同年3月30日、高見は市議会を解散したことを記者会見で明らかにした。
同年5月3日の市議選の投開票の結果、市長を支持しないと表明していた候補が、定数14の3分の2を超える10議席を獲得し、再度の不信任議決に必要な出席議員数を確保した。
同年5月15日の市議会で再度の不信任議決がなされ、地方自治法の規定により同日付で失職した。
自身の失職に伴って6月28日に行われた市長選挙に立候補し、自民党・国民民主党・立憲民主党の推薦を受けた元奈良県職員の金剛一智に敗れ、落選。
2021年10月12日、同月31日投開票予定の第49回衆議院議員総選挙に奈良3区より無所属で出馬することを表明。開票の結果、3位で落選した。
その後2024年5月5日告示・12日投開票の宇陀市長選挙に立候補したが、金剛に再び敗れ落選。

## 市長選の結果
2014年宇陀市長選挙
※当日有権者数：28,353人 最終投票率：76.21%（前回比：-0.73pts）
| 候補者名 | 年齢 | 所属党派 | 新旧別 | 得票数   | 得票率 | 推薦・支持 |
| -------- | ---- | -------- | ------ | -------- | ------ | ---------- |
| 竹内幹郎 | 65   | 無所属   | 前     | 10,856票 | 51.84% |            |
| 高見省次 | 54   | 無所属   | 新     | 8,198票  | 39.15% |            |
| 瀧谷宗宏 | 52   | 無所属   | 新     | 1,888票  | 9.01%  |            |

2018年宇陀市長選挙
※当日有権者数：26,966人 最終投票率：72.77%（前回比：－3.44pts）
| 候補者名 | 年齢 | 所属党派 | 新旧別 | 得票数  | 得票率 | 推薦・支持 |
| -------- | ---- | -------- | ------ | ------- | ------ | ---------- |
| 高見省次 | 57   | 無所属   | 新     | 8,515票 | 45.11% |            |
| 西浦正哲 | 62   | 無所属   | 新     | 6,645票 | 35.20% |            |
| 勝井太郎 | 39   | 無所属   | 新     | 3,718票 | 19.69% |            |

2020年宇陀市長選挙
※当日有権者数：25,805人 最終投票率：62.81%（前回比：-9.96pts）
| 候補者名 | 年齢 | 所属党派 | 新旧別 | 得票数   | 得票率 | 推薦・支持                             |
| -------- | ---- | -------- | ------ | -------- | ------ | -------------------------------------- |
| 金剛一智 | 63   | 無所属   | 新     | 10,625票 | 66.32% | （推薦）自民党・国民民主党・立憲民主党 |
| 高見省次 | 60   | 無所属   | 元     | 5,396票  | 33.68% |                                        |

2024年宇陀市長選挙
※当日有権者数：23,817人 最終投票率：69.36%（前回比：+6.55pts）
| 候補者名 | 年齢 | 所属党派 | 新旧別 | 得票数   | 得票率 | 推薦・支持                                         |
| -------- | ---- | -------- | ------ | -------- | ------ | -------------------------------------------------- |
| 金剛一智 | 67   | 無所属   | 現     | 11,130票 | 69.02% | （推薦）自由民主党・立憲民主党・国民民主党・公明党 |
| 高見省次 | 64   | 無所属   | 元     | 3,549票  | 22.01% |                                                    |
| 松下幸治 | 51   | 維新の会 | 新     | 1,445票  | 8.96%  |                                                    |